# 多马尼亚诺
多马尼亚诺（義大利語：Domagnano）是圣马力诺的9个市镇（堡）之一，多马尼亚诺与博爾戈馬焦雷、法埃塔诺、塞拉瓦莱相邻。总面积6.62 km²。总人口2,865 人(2006)。多马尼亚诺包含5个村（curazie）。